# Pelònia
Pelònia és, en la mitologia romana, el nom d'una deïtat menor. La seua funció específica era la de presidir l'expulsió dels enemics de la terra.